# Rubus variispinus
Rubus variispinus es una especie de planta del género Rubus, perteneciente a la familia Rosaceae.

## Taxonomía
Rubus variispinus fue descrita por Liberty Hyde Bailey en 1945.

## Distribución
Se encuentra en el territorio de Míchigan.